# Hymenaster densus
Hymenaster densus är en sjöstjärneart som beskrevs av Jean Baptiste François René Koehler 1908. Hymenaster densus ingår i släktet Hymenaster och familjen knubbsjöstjärnor. Inga underarter finns listade i Catalogue of Life.